# نانفاديما ماجاسوبا
نانفاديما ماجاسوبا (بالإنجليزية: Nanfadima Magassouba)‏ هي ناشطة وسياسية في مجال حقوق المرأة الغينية، كانت رئيسة الائتلاف الوطني لغينيا لحقوق المرأة والمواطنة (CONAG-DCF)، ومنذ 2013 عُيِّنت عضوًا في الجمعية الوطنية لغينيا.

## حياتها
ولدت ماجاسوبا في ولاية كوندارا، على الرغم من أنها عملت مع النقابات ومجموعات المجتمع لمدة ثلاثة عقود إلا أنها حصلت على تقدير أكبر كرئيسة لـ CONAG-DCF. تحت قيادة ماجاسوبا اكتسبت CONAG مكانة وطنية كمنظمة رائدة لحقوق المرأة اعتُرِف بها كمجموعة استشارية للأمم المتحدة.
في انتخابات 2013 تم انتخابها عضوًا في الجمعية الوطنية لحشد الشعب الغيني (RPG). عُيّنت وزيرة التضامن الوطني والنهوض بالمرأة والطفل في غينيا، بفضل مصداقيته لضمان فوز ألفا كوندي في كوندارا في الانتخابات الرئاسية الغينية عام 2015 استمرت ماجاسوبا في كونها ناشطة مرئية في تقمص الأدوار في كوندارا، في يونيو 2016 تم تعيينها خلفًا لـ مامادي دياوارا كرئيسة للجنة التفويضات في تحالف الرينبو (Rainbow Alliance).
في مايو 2017 شاركت ماجاسوبا في المنتدى الرابع للقادة السياسيين الأفارقة في جامعة ييل.
عملت ماجاسوبا كرئيسة لشبكة البرلمانيات قبل أن تخلفها فاتوماتا بنتا ديالو من اتحاد القوى الديمقراطية في غينيا في يوليو 2016. بصفتها برلمانية فقد أدلت بصوتها الذي يُعارض إضفاء الشرعية على تعدد الزوجات في غينيا، في 29 ديسمبر 2018 إلى جانب جميع أعضاء البرلمان البالغ عددهم 26 رفضت ماجاسوبا التصويت لصالح تعديلات القانون المدني التي شرعت تعدد الزوجات التي تم حظرها منذ عام 1968: